# Gao Jingfang
Gao Jingfang född okänt år, död 1735, var en kinesisk författare och diktare. Hon var ivarjefall verksam under andra hälften av Kangxi-kejsarens regeringstid (r. 1661-1722). 
Jingfang var dotter till Gao Yuanqi, guvernör av Fuijan. Hon var gift med markis Zhang Zongren, och fick därmed själv titeln markisinna av Kangxi-kejsaren. Hon ska ha varit verksam inom både prosa och lyrik och producerat 36 skriftvolymer. Många av hennes dikter handlar om bondeklassens liv. Hennes verk publicerades i Shengjing tonghzi 1719.